# Jorge III de Erbach-Breuberg
El Conde Jorge III de Erbach-Breuberg (15 de julio de 1548 - 26 de febrero de 1605) fue un Conde de Erbach en Lauterbach y Breuberg.
Nacido en Erbach, era el quinto hijo (y más joven) y el único varón de los hijos del Conde Eberhard XII de Erbach-Freienstein y de Margareta, una hija del Conde Felipe de Salm, Wild- y Ringrave de Dhaun.

## Biografía
En torno a 1560, el Elector Palatino enfeudó a Jorge III (conjuntamente con su padre y su tío el Conde Valentín II de Erbach-Schönberg) con el distrito de Wildenstein.
Después de la muerte de su tío, el Conde Jorge II de Erbach-Reichenberg en 1569, Jorge III reunificó todas las posesiones de la familia Erbach. Entre las propiedades que heredó se destacó el Castillo de Reichenberg, que convirtió en una fortaleza de estilo Renacentista.
Entre 1588 y 1590 amplió el Castillo de Fürstenau, que se convirtió en la sede de su gobierno.
Jorge III murió en Erbach a la edad de 56 años y fue enterrado en la Iglesia de la ciudad (Stadtkirche) de Michelstadt, donde en 1678 se construiría una tumba familiar para los Condes de Erbach.
Tras su muerte, sus hijos se dividieron el territorio:
- Federico Magnus (1575-1618) heredó Fürstenau y Reichenberg.
- Juan Casimiro (1584-1627) heredó Breuberg y Wildenstein.
- Luis I (1579-1643) heredó partes de Erbach y Freienstein.
- Jorge Alberto I (1597-1647), heredó Schönberg y Seeheim.

Tras la muerte de Federico Magnus sin herederos varones, en 1623 sus hermanos se dividieron su porción entre ellos: Juan Casimiro recibió Fürstenau, Luis recibió Michelstadt y Bad König y Jorge Alberto recibió Reichenberg.
Cuando Juan Casimiro murió soltero en 1627, Luis recibió Wildenstein y Jorge Alberto recibió Fürstenau. Cuando Luis murió en 1643 sin herederos varones supervivientes, Jorges Alberto heredó sus posesiones, reunificando  las posesiones de Erbach una vez más.

## Familia
El 27 de julio de 1567, Jorge III se casó por primera vez con Ana Amalia (c. 1551 - 13 de julio de 1571), una hija del Conde Juan IX de Sayn y de su segunda esposa Ana de Hohenlohe-Waldenburg. Este matrimonio no tuvo hijos.
El 15 de julio de 1572, Jorge se casó por segunda vez con Ana (11 de abril de 1557 - 8 de diciembre de 1586), hija del Conde Federico Magnus de Solms-Laubach-Sonnenwalde y de su esposa Inés de Wied. Tuvieron doce hijos.
En Greiz el 11 de noviembre de 1587, Jorge III se casó por tercera vez con Dorotea (28 de octubre de 1566 - 26 de octubre de 1591), hija de Enrique XV de Reuss, Señor de Greiz-Obergreiz y de su esposa María Salomé de Oettingen. Tuvieron tres hijos.
En Korbach el 2 de agosto de 1592, Jorge III se casó por cuarta vez con María (8 de abril de 1563 - 29 de diciembre de 1619), viuda del Conde Josías I de Waldeck y una hija del Conde Alberto X de Barby-Mühlingen y de su esposa María de Anhalt-Zerbst (1 de diciembre de 1538 - 25 de abril de 1563). Tuvieron seis hijos.